# 1981 no desporto

## Eventos

### Automobilismo
- 29 de janeiro - Emerson Fittipaldi auncia o fim de sua carreira de 16 anos em competições, 11 dos quais na Fórmula 1. Sua vaga no cockkpit será ocupada pelo seu compatriota paulista Chico Serra. Decisão tomada, Emerson assumirá o cargo de diretor executivo comandando a equipe Fittipaldi nos boxes.[1]
- 18 de julho - O norte-irlandês John Watson vence o GP da Bretanha, em Silverstone. A primeira vitória de um carro da história da Fórmula 1 com chassis totalmente fabricado em fibra de carbono projetado por John Barnard.[2][3]
- 31 de agosto - Ayrton Senna vence o GP de Thruxton e sagra-se campeão da Fórmula Ford 1600 com uma prova de antecedência.[4]
- 17 de outubro - No GP de Las Vegas, Estados Unidos, Nelson Piquet é campeão mundial de Fórmula 1. O piloto brasileiro termina em 5º lugar (2 pontos) totalizando 50 pontos e ultrapassa o argentino Carlos Reutemann, que chegou em 8º lugar e manteve os 49 pontos.[5]

### Ciclismo
- 19 de julho - O francês Bernard Hinault é o campeão da Volta à França.

### Futebol
- 3 de maio - O Grêmio vence o São Paulo por 1 a 0 no Morumbi, e torna-se campeão Brasileiro. No jogo de ida, o Tricolor Gaúcho venceu-o no estádio Olímpico, em Porto Alegre, por 2 a 1.[6]
- 27 de outubro - É fundado o Esporte Clube Água Santa.
- 23 de novembro - O Flamengo é campeão da Taça Libertadores da América.[7]
- 13 de dezembro - O Flamengo é campeão intercontinental ao bater o Liverpool por 3 a 0.[8]
- 15 de dezembro - É fundado o Grêmio Esportivo Mauaense.

### Hóquei
- 27 de junho - O Sporting Clube de Portugal é campeão da Taça das Taças.

### Voleibol
- 15 de agosto - O Brasil vence o Peru por 3 a 2 (8/15, 15/10, 15/11, 8/15 e 15/6) e torna-se campeão Sul-Amerciano Feminino.

## Nascimentos
| Data            | Nome                               | Profissão                    | Nacionalidade                        | Observações | Ref    |
| --------------- | ---------------------------------- | ---------------------------- | ------------------------------------ | ----------- | ------ |
| 1 de janeiro    | Zsolt Baumgartner                  | automobilista                | Hungria                              |             |        |
| 2 de janeiro    | Maxi Rodríguez                     | futebolista                  | Argentina                            |             |        |
| 8 de janeiro    | Sebastián Eguren                   | futebolista                  | Uruguai                              |             |        |
| 19 de janeiro   | Lucho González                     | futebolista                  | Argentina                            |             |        |
| 30 de janeiro   | Afonso Alves                       | futebolista                  | Brasil                               |             |        |
| 30 de janeiro   | Mathias Lauda                      | automobilista                | Áustria                              |             |        |
| 30 de janeiro   | Peter Crouch                       | futebolista                  | Inglaterra                           |             |        |
| 1 de fevereiro  | Federica Faiella                   | patinadora artística         | Itália                               |             |        |
| 5 de fevereiro  | Samuel Eto'o                       | futebolista                  | Camarões                             |             |        |
| 9 de fevereiro  | Joel Camathias                     | automobilista                | Suíça                                |             |        |
| 14 de fevereiro | Randy de Puniet                    | piloto                       | França                               |             |        |
| 14 de fevereiro | Matteo Brighi                      | futebolista                  | Itália                               |             |        |
| 14 de fevereiro | Jared Lorenzen                     | jogador de futebol americano | Estados Unidos                       | m. 2019     | [ 9 ]  |
| 22 de fevereiro | Denis Marques                      | futebolista                  | Brasil                               |             |        |
| 24 de fevereiro | Lleyton Hewitt                     | tenista                      | Austrália                            |             |        |
| 24 de fevereiro | Felipe Baloy                       | futebolista                  | Panamá                               |             |        |
| 1 de março      | Will Power                         | piloto                       | Austrália                            |             |        |
| 3 de março      | Justin Gabriel                     | lutador                      | África do Sul                        |             |        |
| 4 de março      | Ariza Makukula                     | futebolista                  | Portugal                             |             |        |
| 8 de março      | Michael Beauchamp                  | futebolista                  | Austrália                            |             |        |
| 8 de março      | Timo Boll                          | mesa-tenista                 | Alemanha                             |             |        |
| 16 de março     | Fabiana Murer                      | atleta                       | Brasil                               |             |        |
| 23 de março     | Shelley Rudman                     | piloto de skeleton           | Reino Unido                          |             |        |
| 23 de março     | Takeshi Honda                      | patinador artístico          | Japão                                |             |        |
| 24 de março     | Alex Afonso                        | futebolista                  | Brasil                               |             |        |
| 25 de março     | Julián de Guzmán                   | futebolista                  | Canadá                               |             |        |
| 1 de abril      | Alx Danielsson                     | piloto                       | Suécia                               |             |        |
| 7 de abril      | Val Baiano                         | futebolista                  | Brasil                               |             |        |
| 10 de abril     | Gretchen Bleiler                   | snowboarder                  | Estados Unidos                       |             |        |
| 12 de abril     | Nicolás Burdisso                   | futebolista                  | Argentina                            |             |        |
| 15 de abril     | Andres D'Alessandro                | futebolista                  | Argentina                            |             |        |
| 25 de abril     | Felipe Massa                       | piloto                       | Brasil                               |             |        |
| 3 de maio       | Fernando Menegazzo                 | futebolista                  | Brasil                               |             |        |
| 3 de maio       | Murilo Endres                      | jogador de volei             | Brasil                               |             |        |
| 4 de maio       | Marion Kreiner                     | snowboarder                  | Áustria                              |             |        |
| 5 de maio       | Mariano González                   | futebolista                  | Argentina                            |             |        |
| 6 de maio       | Guglielmo Stendardo                | futebolista                  | Itália                               |             |        |
| 8 de maio       | Andrea Barzagli                    | futebolista                  | Itália                               |             |        |
| 10 de maio      | Humberto Suazo                     | futebolista                  | Chile                                |             |        |
| 12 de maio      | Jean Rolt                          | futebolista                  | Brasil                               |             |        |
| 15 de maio      | Allam Khodair                      | automobilista                | Brasil                               |             |        |
| 15 de maio      | Patrice Evra                       | futebolista                  | França                               |             |        |
| 16 de maio      | Sergei Novitski                    | patinador artístico          | Rússia (atual) · União Soviética     |             |        |
| 17 de maio      | Julia Soldatova                    | patinadora artística         | Rússia (atual) · União Soviética     |             |        |
| 17 de maio      | Odair Santos                       | atleta paralímpico           | Brasil                               |             |        |
| 18 de maio      | Mahamadou Diarra                   | futebolista                  | Mali                                 |             |        |
| 18 de maio      | Edu Dracena                        | futebolista                  | Brasil                               |             |        |
| 19 de maio      | Georges St. Pierre                 | artes marciais mistas        | Canadá                               |             |        |
| 20 de maio      | Iker Casillas                      | futebolista                  | Espanha                              |             |        |
| 21 de maio      | Anna Rogowska                      | atleta                       | Polónia                              |             |        |
| 22 de maio      | Sebastián Taborda                  | futebolista                  | Uruguai                              |             |        |
| 28 de maio      | Gábor Talmácsi                     | motociclista                 | Hungria                              |             |        |
| 29 de maio      | Andrey Arshavin                    | futebolista                  | Rússia (atual) · União Soviética     |             |        |
| 30 de maio      | Gianmaria Bruni                    | automobilista                | Itália                               |             |        |
| 31 de maio      | Daniele Bonera                     | futebolista                  | Itália                               |             |        |
| 2 de junho      | Nikolay Davydenko                  | tenista                      | Rússia (atual) · União Soviética     |             |        |
| 3 de junho      | Chicão                             | futebolista                  | Brasil                               |             |        |
| 4 de junho      | Giourkas Seitaridis                | futebolista                  | Grécia                               |             |        |
| 7 de junho      | Anna Kournikova                    | tenista                      | Rússia (atual) · União Soviética     |             |        |
| 14 de junho     | Elano Blumer                       | futebolista                  | Brasil                               |             |        |
| 27 de junho     | Cléber Santana                     | futebolista                  | Brasil                               | m. 2016     | [ 10 ] |
| 30 de junho     | Can Artam                          | piloto                       | Turquia                              |             |        |
| 30 de junho     | Barbora Špotáková                  | atleta, lançadora de dardo   | Chéquia (atual) · Tchecoslováquia    |             |        |
| 4 de julho      | Adérito Waldemar Alves de Carvalho | futebolista                  | Angola                               |             |        |
| 8 de julho      | Anastasia Myskina                  | tenista                      | Rússia (atual) · União Soviética     |             |        |
| 23 de julho     | Jarkko Nieminen                    | tenista                      | Finlândia                            |             |        |
| 25 de julho     | Finn Bálor                         | lutador                      | Irlanda                              |             |        |
| 27 de julho     | Carol Gattaz                       | vôleibolista                 | Brasil                               |             |        |
| 29 de julho     | Fernando Alonso                    | automobilista                | Espanha                              |             | [ 11 ] |
| 6 de agosto     | Vitantonio Liuzzi                  | automobilista                | Itália                               |             |        |
| 8 de agosto     | Roger Federer                      | tenista                      | Suíça                                |             |        |
| 31 de agosto    | Mosiah Rodrigues                   | ginasta                      | Brasil                               |             |        |
| 5 de setembro   | Filippo Volandri                   | tenista                      | Itália                               |             |        |
| 20 de setembro  | Feliciano López                    | tenista                      | Espanha                              |             |        |
| 23 de setembro  | Robert Doornbos                    | automobilista                | Países Baixos                        |             |        |
| 24 de setembro  | Ryan Briscoe                       | automobilista                | Austrália                            |             |        |
| 26 de setembro  | Serena Williams                    | tenista                      | Estados Unidos                       |             |        |
| 1 de outubro    | Júlio Baptista                     | futebolista                  | Brasil                               |             |        |
| 2 de outubro    | Dimitrios Papadopoulos             | futebolista                  | Grécia                               |             |        |
| 3 de outubro    | Zlatan Ibrahimović                 | futebolista                  | Suécia                               |             |        |
| 15 de outubro   | Elena Dementieva                   | tenista                      | Rússia (atual) · União Soviética     |             |        |
| 15 de outubro   | Radoslav Židek                     | snowboarder                  | Eslováquia (atual) · Tchecoslováquia |             |        |
| 19 de outubro   | Heikki Kovalainen                  | automobilista                | Finlândia                            |             |        |
| 21 de outubro   | Nemanja Vidić                      | futebolista                  | Sérvia (atual) · Iugoslávia          |             |        |
| 22 de outubro   | Olivier Pla                        | piloto                       | França                               |             |        |
| 25 de outubro   | Shaun Wright-Phillips              | futebolista                  | Inglaterra                           |             |        |
| 2 de novembro   | Tatiana Totmianina                 | patinadora artística         | Rússia (atual) · União Soviética     |             |        |
| 6 de novembro   | Daniela Meuli                      | snowboarder                  | Suíça                                |             |        |
| 8 de novembro   | Jéssica Augusto                    | atleta                       | Portugal                             |             |        |
| 8 de novembro   | Joe Cole                           | futebolista                  | Inglaterra                           |             |        |
| 19 de novembro  | André Lotterer                     | automobilista                | Alemanha                             |             |        |
| 20 de novembro  | Yuko Kavaguti                      | patinadora artística         | Rússia (atual) · União Soviética     |             |        |
| 25 de novembro  | Xabi Alonso                        | futebolista                  | Espanha                              |             |        |
| 3 de dezembro   | David Villa                        | futebolista                  | Espanha                              |             |        |
| 7 de dezembro   | Marko Ljubinković                  | futebolista                  | Sérvia (atual) · Iugoslávia          |             |        |
| 8 de dezembro   | David Martínez                     | automobilista                | México                               |             |        |
| 9 de dezembro   | Mardy Fish                         | tenista                      | Estados Unidos                       |             |        |
| 10 de dezembro  | Fábio Rochemback                   | futebolista                  | Brasil                               |             |        |
| 11 de dezembro  | Javier Saviola                     | futebolista                  | Argentina                            |             |        |
| 12 de dezembro  | Daniel Viteri                      | futebolista                  | Equador                              |             |        |
| 12 de dezembro  | Júlio Santos                       | futebolista                  | Brasil                               |             |        |
| 16 de dezembro  | A.J. Allmendinger                  | automobilista                | Estados Unidos                       |             |        |
| 21 de dezembro  | Cristian Zaccardo                  | futebolista                  | Itália                               |             |        |
| 28 de dezembro  | Wilton Pereira Sampaio             | árbitro futebolístico        | Brasil                               |             |        |
| 29 de dezembro  | Shizuka Arakawa                    | patinadora                   | Japão                                |             |        |

## Mortes
| Data           | Nome                 | Profissão             | Nacionalidade   | Observações | Ref |
| -------------- | -------------------- | --------------------- | --------------- | ----------- | --- |
| 9 de fevereiro | Franz Andrysek       | halterofilista        | Áustria         | n. 1906     |     |
| 11 de março    | Guy Revell           | patinador artístico   | Canadá          | n. 1941     |     |
| 2 de agosto    | Delfo Cabrera        | atleta, maronatonista | Argentina       | n. 1919     |     |
| 28 de agosto   | Béla Guttmann        | ex-jogador e técnico  | Áustria-Hungria | n. 1899     |     |
| 27 de setembro | Bronisław Malinowski | atleta                | Polónia         | n. 1951     |     |
| 26 de novembro | Max Euwe             | enxadrista            | Países Baixos   | n. 1901     |     |
| 27 de novembro | Cláudio Coutinho     | treinador de futebol  | Brasil          | n. 1939     |     |
| desconhecida   | Pierre Baugniet      | patinador artístico   | Bélgica         | n. 1925     |     |